# Asplenium cristatum
Asplenium cristatum är en svartbräkenväxtart som beskrevs av Jean-Baptiste Lamarck. Asplenium cristatum ingår i släktet Asplenium och familjen Aspleniaceae. Inga underarter finns listade.